# L'Atelier (pièce de théâtre)
Pour les articles homonymes, voir L'Atelier et Atelier (homonymie).
L'Atelier est une pièce de théâtre en dix scènes de Jean-Claude Grumberg, créée le 18 avril 1979 au Théâtre de l'Odéon à Paris, avec Maurice Bénichou, Jacques Rosner et Jean-Claude Grumberg à la mise en scène. 
En 1998, elle est reprise au Théâtre Hébertot, dans une mise en scène de Gildas Bourdet.

## Argument
La pièce se déroule dans un atelier de confection d'où le nom de la pièce L'Atelier. Elle met en scène des employés, surtout des femmes, qui travaillent, discutent, rient, pleurent à l'époque de l'après-guerre, de 1945 à 1952. Ainsi, Jean-Claude Grumberg, nous montre par diverses approches, grâce à sa galerie de personnages différents, la dure réalité socio-économique de l'après-guerre, le deuil de certains, l'espoir illusoire des autres, ceux qui refusent de se laisser envahir par le passé et ceux qui appellent au devoir de mémoire.

## La pièce
- scène 1 : L'essai, un matin très tôt de l'année 1945
- scène 2 : Chansons ; un peu avant midi en 1946
- scène 3 : La sélection naturelle ; une fin d'après-midi en 1946
- scène 4 : La fête ; en 1947.
- scène 5 : La nuit ; en 1947
- scène 6 : La concurrence ; l'atelier un jour de 1948 avant midi.
- scène 7 : L'acte de décès ; en 1949 un après-midi
- scène 8 : La réunion; en 1950 l'atelier en plein travail
- scène 9 : Refaire sa vie ; un soir d'été en 1951
- scène 10 : Max ; une fin d'après-midi en 1952

## Les personnages
- Premier presseur : un Juif déporté
- Léon : patron de l'atelier de couture, un Juif polonais caché en zone occupée
- Hélène : la patronne de l'atelier, une Juive allemande réfugiée en zone libre
- Simone : nouvelle ouvrière, une Juive, mère de famille, dont le mari a été déporté
- Gisèle : ouvrière, pour qui la guerre s'apparente surtout à des soucis d'intendance
- Madame Laurence : ouvrière, soupçonnée avec son mari de collaboration durant la guerre
- Mimi : ouvrière, pour laquelle la guerre est vite oubliée
- Marie : jeune ouvrière, pour qui la guerre n'existe pas vraiment
- Jean (second presseur) : jeune communiste, ami de Marie
- Max : le client de l'atelier.

## Représentations notables

### Théâtre de l'Odéon,1979
- Mise en scène : Maurice Bénichou, Jean-Claude Grumberg et Jacques Rosner[1],[2]
- Distribution :
  - Josiane Stoléru
  - Geneviève Mnich
  - Rose Thierry
  - Charlotte Maury
  - Brigitte Mounier
  - Suzy Rambaud
  - Jean-Claude Grumberg
  - Maurice Bénichou

La pièce reçoit le Prix de la critique 1979 pour la meilleure création française.

### Théâtre Hébertot,1998
À partir du 11 septembre 1998
- Mise en scène : Gildas Bourdet
- Décors : Gildas Bourdet et Édouard Laug
- Costumes : Christine Rabot-Pinson
- Lumières : Jacky Lautem
- Personnages et distribution :
  - Simone : Marianne Épin
  - Mimi : Marie-Christine Orry
  - Léon : Wojtek Pszoniak
  - Hélène : Nicole Dubois
  - Marie : Claire Beaudoin
  - Max : Daniel Langlet
  - Gisèle
  - Madame Laurence
  - le 1er presseur
  - Jean, 2e presseur et père de More
  - l'enfant, le garnement : Raphaël Fuchs
  - les deux mécaniciens.

La pièce connaît un grand succès et reçoit aux Molières 1999 :
- le Molière de l'auteur pour Jean-Claude Grumberg
- le Molière de la meilleure pièce du répertoire
- le Molière du metteur en scène pour Gildas Bourdet
- le Molière de la révélation théâtrale pour Marie-Christine Orry

et 
- nommée au Molière du créateur de costumes pour Christine Rabot Pinson
- nommée au Molière du décorateur scénographe pour Gildas Bourdet et Edouard Laug.

### À la Folie Théâtre,2013
- Mise en scène : Dalia Bonnet et  Coralie Paquelier assistées de Marinelly Vaslon
- Costumes : Dominique Borg et Catherine Gorne
- Conseils scénographie : Benjamin Gabrié
- Production : Art Tudenn et Boss'kapok
- Personnages et distribution :
  - Simone : Marianne Duchesne et  Marinelly Vaslon
  - Mimi : Hélène Lausecker
  - Léon : Bruno Sultan
  - Hélène : Dalia Bonnet
  - Marie : May Alexandrov
  - le 1er presseur et Max : Victor Le Lorier
  - Gisèle : Gwennoline Guillemot
  - Madame Laurence : Charlotte Forest
  - Jean, 2e presseur : Victor Veyron
  - l'enfant et l'accordéoniste : Laura Domenge

Nommé aux P'tits Molières 2013